# Alger Jazz Meeting
Alger Jazz Meeting était un rendez-vous annuel de jazz organisé à Alger à l'initiative du ministère algérien de la culture, qui aura connu trois éditions entre 2008 et 2012.

## Présentation
Cet évènement, organisé à Alger dans la salle Ibn Zeydoun par l'Office Riadh El Feth (OREF) à Alger fut programmé en décembre lors des deux premières éditions (2008 - 2009), puis en avril 2012, coïncidant avec la journée internationale du jazz (27 avril).

## Disparition
Depuis 2013, des concerts de jazz sont organisés par l’Agence algérienne pour le rayonnement culturel (AARC) à l'occasion de la journée internationale du jazz.

## Les éditions
2008 :
- Daxar (Algérie - France)
- Eugène Kounker (Burkina Faso)
- Yapa (France)
- Frédéric Monino Quartet (France)
- Indjez (Algérie)
- AJT (Algerie & Guests)

2009 :
- Madar (Algérie)
- Mario Canonge Trio (Antilles)
- Sinouj (Algérie)
- Fayçal Salhi Quintet (Algérie – France)
- Pascal Schaer Trio (Burkina Faso - Suisse)
- Raaga Trio (Burkina Faso – Italie – Mali – Suisse)

Pas d'éditions 2010 et 2011

2012 :
- Aminoss
- Kora Jazz Band
- Yacine Malek Trio

## À voir